# Maria Guleghina
Maria Guleghina (în rusă Мария Агасовна Гулегина, n. 9 august 1959, Odesa, RSS Ucraineană, URSS) este o soprană, cântăreață de operă.